# بلغاریا ایر

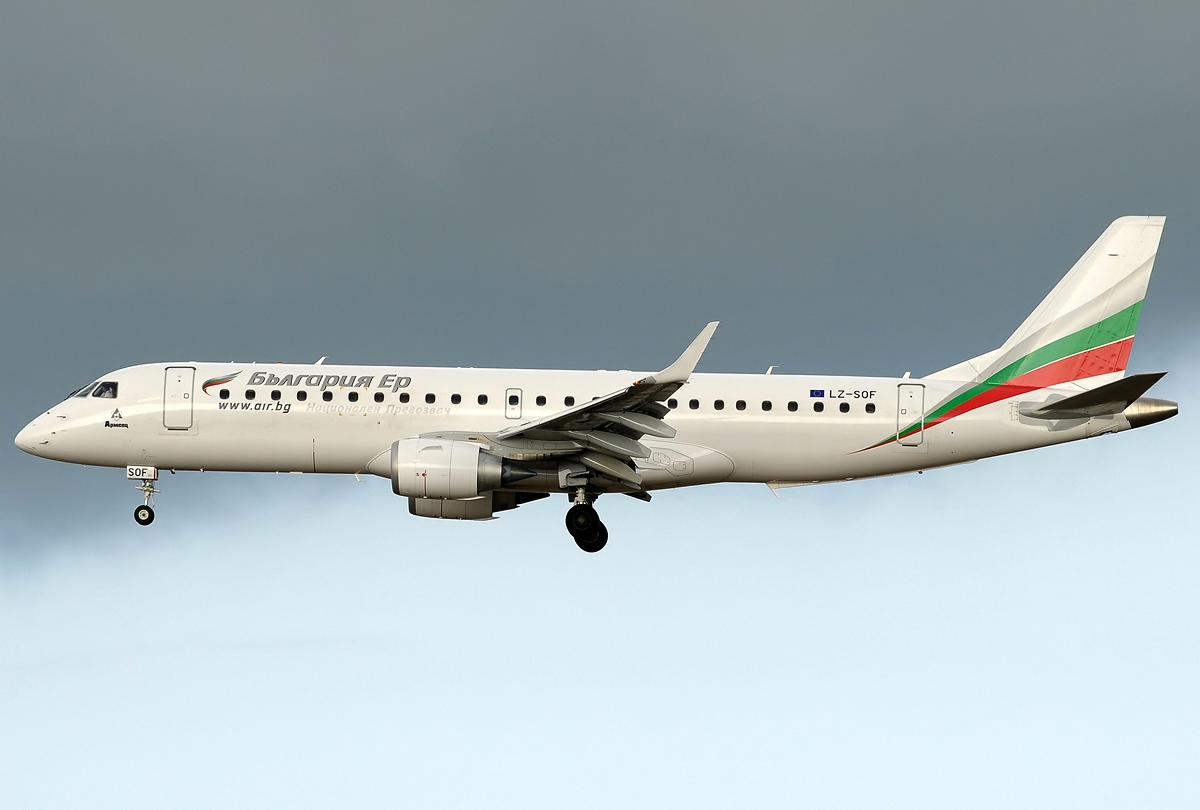
هواپیمای امبرائر ئی-جت متعلق به بلغاریا ایر

بلغاریا ایر (به انگلیسی: Bulgaria Air) شرکت هواپیمایی حامل پرچم بلغارستان است، که در سال ۲۰۰۲ در پی انحلال شرکت بالکان بلغارین ایرلاینز، از دارایی‌های این شرکت راه‌اندازی شد و در حال حاضر روزانه به ۲۶ مقصد در اروپا، آسیا و آفریقا پروازهای مستقیم دارد. این شرکت در سال ۲۰۰۸ بیش از ۱٫۱۸۵٫۴۳۰ مسافر را منتقل نموده‌است.
دفتر مرکزی شرکت بلغاریا ایر در شهر صوفیه، بلغارستان قرار دارد و فرودگاه صوفیه، فرودگاه بورگاس و فرودگاه وارنا، قطب‌های این شرکت هواپیمایی به‌شمار می‌آیند. شرکت بلغاریا ایر در حال حاضر در ناوگان هوایی خود، دارای ۱۰ فروند هواپیمای جت مسافربری می‌باشد.